# Gejus van der Meulen
Gejus van der Meulen (Amszterdam, 1903. január 23. – Haarlem, 1972. július 10.), holland válogatott labdarúgókapus.
A holland válogatott tagjaként részt vett az 1924. és az 1928. évi nyári olimpiai játékokon, illetve az 1934-es világbajnokságon.